# Хиран
Хиран (сомал. Hiiraan, араб. هيران‎) — одна из провинций Сомали.

## Географическое положение
Хиран граничит с эфиопским регионом Огаден на северо-западе и с сомалийскими провинциями: Галгудуд на северо-востоке, Средней Шабэлле (Шабелле-Дехе) на юге, Нижней Шабэлле (Шабелле-Хус) на юго-западе, Бей и Бакул на западе.
На территории провинции течёт река Уэби-Шабелле.

## Округа Хирана
Хиран административно делится на три округа:
- Беледуэйне
- Булобурде
- Джалалакси

## Крупные города
- Беледуэйне
- Булобарде
- Матабан
- Бук-Акабле
- Бурвейн
- Эт-Али
- Джалалакси
- Мококори
- Хальган
- Джавил
- Харале
- Илькачадде